# Lucky Day (Nicola Roberts)
Lucky Day è il secondo singolo estratto dall'album Cinderella's Eyes di Nicola Roberts.

## Tracce
CD
1. "Lucky Day" - 3:20

7"
1. "Lucky Day" - 3:20
2. "Lucky Day" (Ed Wilder Remix) - 4:00

Singolo maxi
1. "Lucky Day" – 3:20
2. "Fix Me" (Roberts, Tikovoi) - 3:07
3. "Lucky Day" (Digital Dog Electro Club Mix) - 6:13
4. "Lucky Day" (RAW Club Mix) - 6:42

Download digitale
1. "Lucky Day" – 3:23
2. "Lucky Day" (Karaoke Version) – 3:20
3. "Lucky Day" (Digital Dog Electro Radio Mix) – 3:11
4. "Fix Me" – 3:07
5. "Cinderella's Eyes Mini Mix" (iTunes store pre-order bonus track) - 4:18

Download digitale mashup
1. "Lucky Day" (Thriller Jill's 'Rhythm Is a Dancer' Mashup) – 3:11
2. "Lucky Day" (Thriller Jill's 'Rhythm Is a Dancer' Extended Maship) – 5:33

## Classifiche
| Classifiche (2011) | Posizione massima |
| ------------------ | ----------------- |
| Regno Unito        | 40                |